# Aurous
Aurous es un reproductor de música multiplataforma, de código abierto, que puede reproducir medios almacenados localmente o por streaming a través de una red P2P sobre protocolo BitTorrent. Su funcionamiento es muy similar a Popcorn Time pero enfocado a la música; Para realizar búsquedas utiliza el sistema Strike Search, del protocolo BitTorrent.